# Wolfgang Ernst Baurenfeind
Wolfgang (Wulff) Ernst Baurenfeind (Paurenfeind) (født ca. 1684, død 28. marts 1764 i København) var en dansk officer.
Han skal have været af salzburgsk adelsslægt, men er ikke påvist i genealogierne i Salzburg Landesregierungs-Archiv. Han blev 1705 fændrik ved Andreas Harboes danske infanteriregiment i kejserlig tjeneste i Ungarn og fulgte med dette til Danmark. 1707 blev han karakteriseret løjtnant, 1709 virkelig løjtnant, 1711 kaptajnløjtnant, 1714 kaptajn og kom 1715 til fynske nationale regiment. Med dette sidste deltog Baurenfeind i felttoget i Norge 1716-17 og udmærkede sig bl.a. under Tordenskiolds mislykkede angreb på Gøteborg. 1722 blev han forsat til fynske hvervede regiment, året efter til Grenaderkorpset, blev 1731 karakteriseret oberstløjtnant, 1733 virkelig oberstløjtnant ved Kronprinsens Regiment (fra 1748 Kongens Livregiment), 1749 kommandant i Citadellet Frederikshavn, 1751 generalmajor, 1758 generalløjtnant og 1759 hvid ridder. Han døde ugift 28. marts 1764 i sit 86. år.
Han er begravet i Garnisons Kirke.